# 格蘭德里弗鎮區 (密蘇里州利文斯頓縣)
格蘭德里弗鎮區（英語：Grand River Township）是位於美國密蘇里州利文斯頓縣的一個行政鎮區。

## 地方資料
格蘭德里弗鎮區的面積為140.39平方千米，當中陸地面積為135.16平方千米，而水域面積為5.23平方千米。根據2020年美國人口普查的數據，當地共有人口229人，而人口密度為每平方千米1.63人。